# Kickstart Kids
Pour les articles homonymes, voir Kickstart.
Kickstart Kids est une association à but non lucratif américaine créée le 16 août 1990 par Chuck Norris. Originellement nommée Kick Drugs Out of America Foundation, cette association vise à aider éduquer les jeunes à travers les arts martiaux.
L'association change de nom en 2003.